# ERF Online
Unter ERF Online fasst der Evangeliumsrundfunk alle Onlineaktivitäten im Internet zusammen. Das Projekt wurde 1996 zusammen mit elf evangelikalen Organisationen als gemeinsame Plattform für evangelikale Mission und Dienstleistungen im Internet gegründet. Alle Träger und Kooperationspartner arbeiten auf der Basis der Deutschen Evangelischen Allianz. Am 1. Oktober 2008 wurde das technische Dienstleistungszentrum als ERF mediaservice GmbH (Dienstleistungen) ausgegründet und die Aktivitäten der ehemaligen CINA unter dem Dach von ERF Online neu strukturiert.
Heute gehören zu ERF Online die Internetpräsenzen der ERF-Sender einschließlich ihrer Trägervereine, Verlag, Stiftung etc., sowie verschiedene Informationsportale für Christen im deutschsprachigen Europa in Zusammenarbeit mit den übrigen Trägervereinen.